# Tell Salhab
Tal Salhab (arabe : تل سلحب, également orthographié Talle Selhab) est une ville du centre-ouest de la Syrie, dans le gouvernorat de Hama.

## Géographie
Elle est située à 48 km au nord-ouest de la Hama, sur le bord sud de la plaine du Ghab, à l'ouest de la rivière Orontes.
Selon le bureau des statistiques syriens, Tal Salhab avait une population de 35 454 habitants au recensement de 2014. Au début des années 1960, sa population était d'environ 700 habitants. Ses habitants sont principalement Alaouites.

## Fouilles archéologiques
Près de Tell Salhab se trouve Tell 'Acharneh, un grand monticule qui est censé être l'emplacement de l'ancienne ville de Tunip. Les fouilles archéologiques sont en cours sur le site.